# Skupina 4 (motorsport)

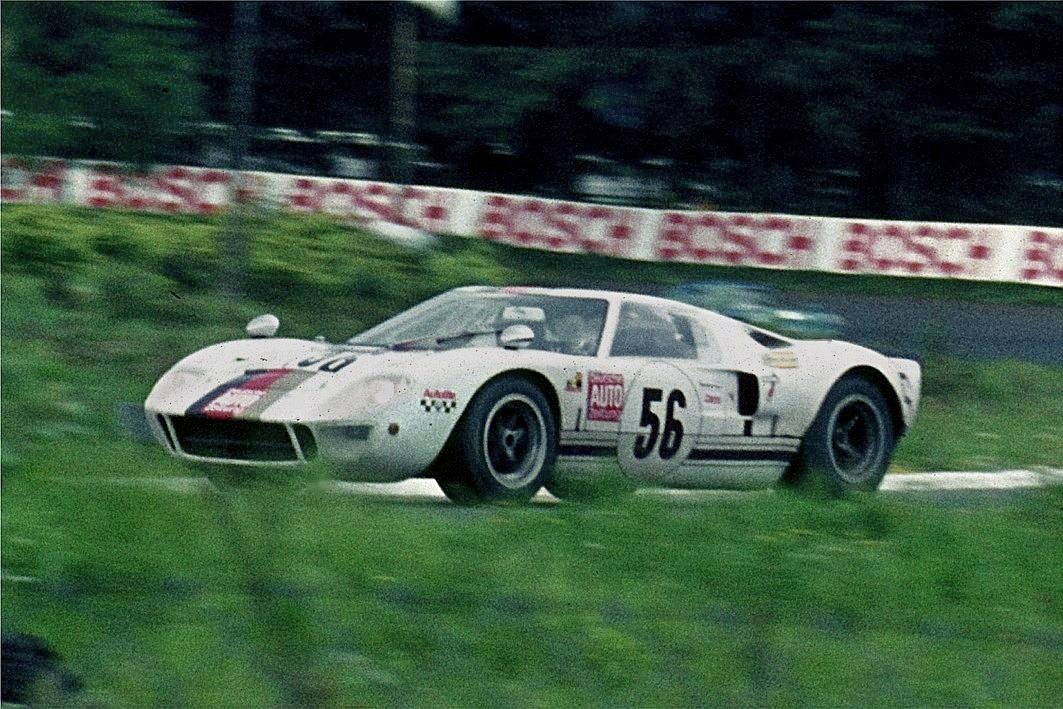
Ford GT40 při 1000 km Nürburgringu v roce 1969

V mezinárodních sportovních řádech FIA byla Skupina 4 jednou ze skupin automobilů používaných pro sportovní podniky. Do skupiny byly postupně řazeny sportovní vozy (do roku 1969) a vozy „Grand Tourisme“ speciální. Vozy skupiny 4 soutěžily v závodech sportovních vozů, v závodech GT a v rallye. Od sezóny 1983 byla skupina 4 nahrazena skupinou B.

## Historie

### Do roku 1965
Do roku 1965 se skupina 4 vztahovala na sportovní vozy, které byly v souladu s přílohou C Mezinárodních sportovních řádů FIA. Skupina zahrnovala také uznané sériové cestovní vozy, vylepšené cestovní vozy a vozy GT, které byly upraveny nad rámec povolený předpisy skupiny 1, 2 nebo 3. 

### 1966–1969
V roce 1966 byly kategorie FIA restrukturalizovány a vzniklo celkem 9 skupin. Sportovní vozy skupiny 4 nově podléhaly požadavku na výrobu alespoň 50 kusů ve 12 po sobě jdoucích měsících a musely být vybaveny veškerým vybavením nezbytným pro použití na veřejných komunikacích. Pro rok 1968 byl uplatněn limit objemu motoru 5000 cm³. Požadavek na minimální výrobu byl pro sezónu 1969 snížen na 25 kusů.

### 1970–1982
V roce 1970 byly sportovní vozy přeřazeny ze skupiny 4 do skupinu 5  a do skupiny 4 byly zařazeny vozy GT speciální s minimální produkcí 500 za 12 po sobě jdoucích měsíců  Vozy GT byly do té doby zařazeny do skupiny 3, ta byla nově vyhrazena sériovým vozům GT s dvojnásobným požadavkem na počet vyrobených kusů.
V roce 1976 byl požadavek na výrobu snížen na 400 za 24 měsíců.

## Závody sportovních vozů

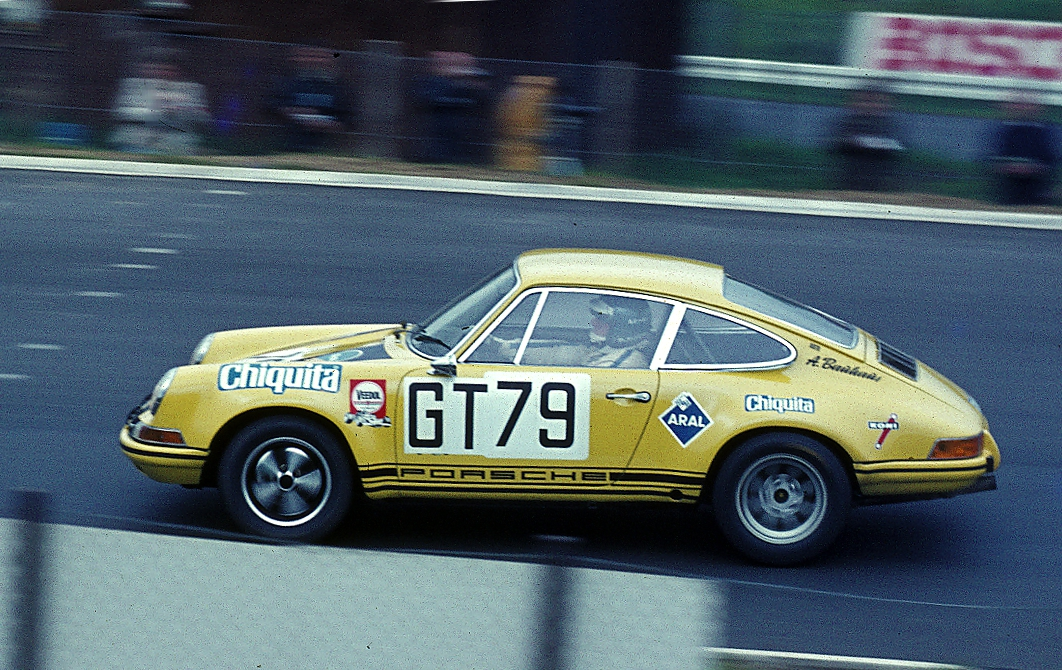
Porsche 911 soutěžící v kategorii speciálních vozů GT skupiny 4 na 1000 km Nürburgringu v roce 1970

V letech 1966 a 1967 hrály sportovní vozy skupiny 4 podpůrnou roli prototypů skupiny 6 . Zatímco prototypy jako sedmilitrový Ford GT40 Mk II a Mk IV závodily o celkové vítězství, ve skupině 4 o vítězství bojovaly GT40 Mk I o objemu 4,7 l. Soutěžící ve dvou kategoriích soutěžili ve dvou různých šampionátech, vozy skupiny 6 v Mezinárodním mistrovství sportovních prototypů a vozy skupiny 4 v Mezinárodním mistrovství sportovních vozů.
V roce 1968 byla změněna pravidla, takže prototypy byly omezeny na 3,0 l, ale sportovní vozy do 5,0 l mohly být stále přihlášeny. Bylo také oznámeno, že minimální objem výroby sportovních vozů skupiny 4 bude pro rok 1969 snížen na 25 vozů. S většími motory než prototypy se mohly vozy skupiny 4 utkávat o absolutní vítězství v závodech. Ford GT40 zvítězil v Le Mans v letech 1968 i 1969 . Porsche začalo pracovat na výrobní sérii 25 vozů Porsche 917. Ferrari, s finanční pomocí Fiatu, vyvinulo Ferrari 512.
Pro sezónu 1970 byla skupina sportovní vozy přeřazeny ze skupiny 4 do skupiny 5. Označení skupina 4 bylo aplikováno na novou kategorii "vozy GT speciální". V nové skupině 4 pro spesiální vozy GT soutěžily automobily na sériovém základu jako Ferrari 365 GTB/4 Daytona, Porsche 911 Carrera RS a De Tomaso Pantera.

## Rallye

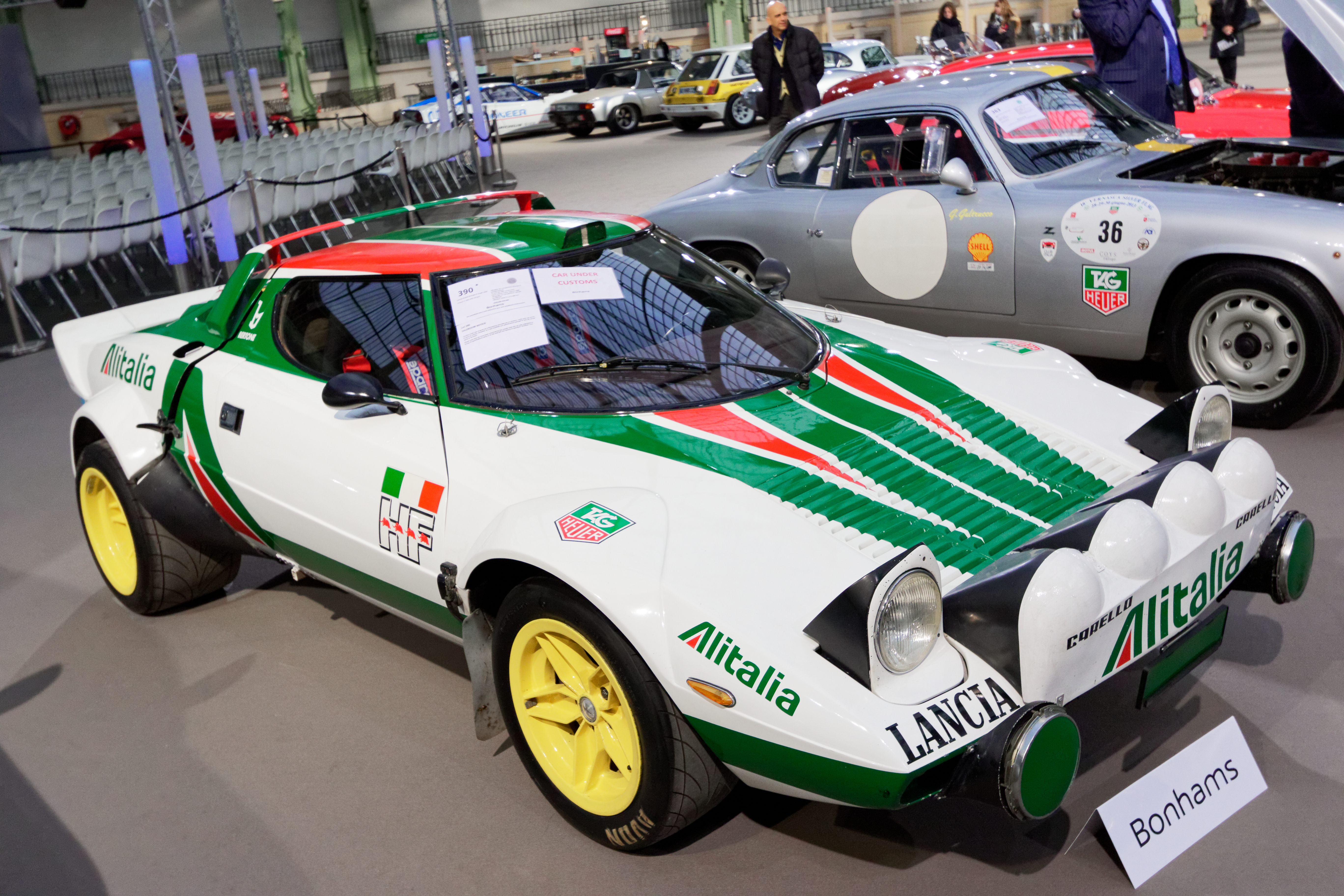
Lancia Stratos HF skupiny 4 pomohl Lancii vyhrát Mistrovství světa v rallye v letech 1974, 1975 a 1976.

Předpisy skupiny 4 byly také používány v Mistrovství světa v rally, dokud nebyly nahrazeny předpisy skupiny B. Mezi homologované vozy pro soutěže rally patřily Ford Escort RS1800, Fiat 131 Abarth, Lancia Stratos HF a Audi Quattro.

## Seznam vozů homologovaných pro skupinu 4
| Č.  | Značka            | Model       | Typ               | Začátek           | Konec             |
| --- | ----------------- | ----------- | ----------------- | ----------------- | ----------------- |
| 220 | Shelby            | Cobra       | Roadster 427      | January 2, 1966   | January 2, 1966   |
| 221 | Matra             | Djet        | 5S MB 8S          | January 1, 1965   | January 1, 1965   |
| 222 | Alpine            | A110        | 1300              | February 1, 1966  | February 1, 1966  |
| 223 | Panhard           | 24          | BA                | February 1, 1966  | February 1, 1966  |
| 224 | Ford              | GT40        |                   | February 2, 1966  | February 2, 1966  |
| 225 | Ferrari           | 250 LM      | Berlinetta        | February 1, 1966  | February 1, 1966  |
| 227 | Ford              | Taunus      | P5 Hardtop        | April 15, 1966    | April 15, 1966    |
| 228 | Tunex             | Diva        | GT                | April 16, 1966    | April 16, 1966    |
| 229 | Abarth            | 1300        | OT                | April 15, 1966    | April 15, 1966    |
| 230 | Abarth            | 1000        | OTR Coupé         | April 30, 1966    | April 30, 1966    |
| 231 | Saab              | Sonett      | II                |                   |                   |
| 234 | Ferrari           | 275         | GTB 4             | April 1, 1967     | April 1, 1967     |
| 235 | Lamborghini       | 350         | GT                | April 1, 1967     | April 1, 1967     |
| 236 | Lamborghini       | 400         | GT 2+2            | April 1, 1967     | April 1, 1967     |
| 237 | TVR               | MkIV        | 1800S             | July 1, 1967      | July 1, 1967      |
| 238 | Lotus             | Mark 47     |                   | January 1, 1969   | January 1, 1969   |
| 239 | Ferrari           | 308         | GTB 4             | April 1, 1967     | April 1, 1967     |
| 240 | Lola              | T70         | Mk III            | February 1, 1968  | February 1, 1968  |
| 241 | Abarth            | 1000        | SP                | March 1, 1969     | March 1, 1969     |
| 242 | Marcos            | 1300 GT     |                   | March 1, 1968     | March 1, 1968     |
| 242 | Lamborghini       | Urraco P250 |                   | July 1, 1975      | December 31, 1981 |
| 244 | Chevron           | GT          |                   | May 1, 1968       | May 1, 1968       |
| 245 | Lamborghini       | P400        | Miura             | June 1, 1968      | June 1, 1968      |
| 246 | Alfa Romeo        | 33          | Spider            | January 1, 1969   | January 1, 1969   |
| 247 | Ferrari           | 206         | GT                | January 1, 1969   | January 1, 1969   |
| 248 | McLaren           | M6          | GT                | August 20, 1968   |                   |
| 249 | Porsche           | 910         |                   | January 1, 1969   | January 1, 1969   |
| 250 | Porsche           | 917         |                   | May 1, 1969       | May 1, 1969       |
| 251 | De Tomaso         | Mangusta    |                   | April 1, 1969     | April 1, 1969     |
| 252 | Abarth            | 2000        |                   | April 1, 1969     | April 1, 1969     |
| 253 | Ferrari           | 365         | GTB 4 Daytona     | June 1, 1969      | June 1, 1969      |
| 254 | Ferrari           | 512         | S                 | July 1, 1969      | April 1, 1970     |
| 255 | Chevron           | B16         | Cosworth          | January 2, 1970   | January 2, 1970   |
| 624 | Alpine            | A110        | 1600              | January 1, 1970   | December 31, 1970 |
| 625 | Alfa Romeo        | GTA         | Sprint            | January 1, 1970   | December 31, 1977 |
| 626 | Porsche           | 914/6       |                   | March 1, 1970     | October 1, 1971   |
| 627 | Ferrari           | 246         | GT                | January 1, 1971   | February 1, 1973  |
| 628 | Citroën           | SM          | Type SB           | April 1, 1971     | July 1, 1971      |
| 629 | Range Rover       | Classic     |                   | April 1, 1971     | January 1, 1972   |
| 630 | Renault           | 12          | Gordini R1173     | October 1, 1971   | January 1, 1972   |
| 632 | De Tomaso         | Pantera     |                   | January 1, 1972   | July 1, 1972      |
| 633 | Ferrari           | 365         | GTB 4             | January 1, 1972   | December 31, 1979 |
| 634 | Lotus             | Europa      | Twin Cam          | April 1, 1972     | July 1, 1972      |
| 637 | Porsche           | Carrera     | RS                | March 1, 1973     | July 1, 1973      |
| 638 | Renault           | 17          | TS                | April 1, 1974     | October 1, 1974   |
| 639 | Maserati          | AM122       | Merak             | May 1, 1974       | December 31, 1981 |
| 646 | Aston Martin      | V8          |                   | April 1, 1976     | December 31, 1981 |
| 631 | Alfa Romeo        | Montreal    |                   | January 1, 1972   | April 1, 1972     |
| 640 | Lancia            | Stratos     | HF                | October 1, 1974   | December 31, 1981 |
| 644 | Opel              | Kadett      | C GT/E            | October 1, 1975   | February 1, 1976  |
| 645 | Porsche           | 911         | Turbo             | January 1, 1976   | January 1, 1977   |
| 647 | Abarth            | 131         | Rally             | April 1, 1976     | December 31, 1981 |
| 648 | Ferrari           | 308         | GTB               | November 1, 1976  | December 31, 1981 |
| 649 | Vauxhall          | Chevette    | HS2300            | November 1, 1976  | December 31, 1981 |
| 650 | Ford              | Escort      | RS                | April 2, 1977     | January 1, 1982   |
| 651 | Alpine            | A310        | V6                | April 1, 1977     | January 1, 1978   |
| 652 | Saab              | 99          | Turbo Combi Coupé | January 1, 1978   | October 1, 1978   |
| 653 | Lotus             | Esprit      |                   | April 1, 1978     | December 31, 1981 |
| 654 | B.L. Triumph      | TR8         |                   | April 1, 1978     | December 31, 1981 |
| 655 | Panther           | Lima        |                   | October 1, 1978   | December 31, 1981 |
| 656 | FSO               | Polonez     | 125 PN            | January 1, 1979   | April 1, 1980     |
| 657 | FSO               | Polonez     |                   | January 1, 1979   | April 1, 1980     |
| 658 | Saab              | 99          | Turbo Sedan       | February 1, 1979  | April 1, 1979     |
| 659 | Audi              | 80          | 1600              | February 1, 1979  | December 31, 1981 |
| 660 | Porsche           | 924         | Turbo             | February 1, 1979  | April 1, 1979     |
| 661 | Daimler-Benz      | 450         | SLC 5.0           | April 1, 1979     | December 31, 1981 |
| 662 | Chrysler          | Sunbeam     | Lotus             | April 1, 1979     | January 1, 1980   |
| 663 | Toyota            | Celica      | 2000GT Rally RA45 | June 1, 1979      | December 31, 1981 |
| 664 | Renault Argentina | 12          | Alpine            | July 1, 1979      | December 31, 1981 |
| 665 | Morgan            | Plus 8      |                   | July 1, 1979      | December 31, 1981 |
| 666 | Opel              | Ascona      | 400               | November 1, 1979  | December 31, 1981 |
| 668 | Alfa Romeo        | Alfetta     | Turbodelta        | February 1, 1980  | December 31, 1981 |
| 669 | Renault           | 5           | Turbo             | September 1, 1980 | April 1, 1981     |
| 670 | BMW               | M1          |                   | December 1, 1980  | December 31, 1981 |
| 671 | Audi              | Quattro     | 2145              | January 2, 1981   | January 1, 1982   |
| 672 | Porsche           | 924         | Carrera GT        | January 1, 1981   | December 31, 1981 |
| 673 | Daimler-Benz      | 500         | SL                | January 1, 1980   | December 31, 1981 |
| 674 | Alfa Romeo        | Alfetta     | GT 6 2.5          | January 1, 1981   | October 1, 1981   |
| 675 | Mitsubishi        | Lancer      | 2000 Turbo A176A  | April 1, 1981     | December 31, 1981 |
| 676 | Talbot Matra      | Murena      | 2.2               | August 1, 1981    | December 31, 1981 |
| 677 | Volkswagen        | Golf        | 16S               | December 1, 1981  | December 31, 1981 |

Pro skupinu 4 byly homologovány také automobily jako varianty vozů skupiny 3. Do roku 1975 pravidla vyžadovalo pouze výrobu 100 kusů volitelného vybavení, nikoli výrobu jakýchkoli upravených vozů jako homologačních speciálů. Po roce 1975 se formulace pravidel změnily a schválené komponenty byly zakázány s platností od konce roku 1977. 

## Skupiny vozů 1–9

### 1954–1965
|           | Skupina 1           | Skupina 2              | Skupina 3               | Skupina 4              | Skupina 5                 | Skupina 6    |
| --------- | ------------------- | ---------------------- | ----------------------- | ---------------------- | ------------------------- | ------------ |
| 1954–1957 | I. Cestovní         | I. Cestovní            | I. Cestovní             | II. Sportovní          | II. Sportovní             | –            |
| 1954–1957 | Běžné sériové prod. | Sériové prod. GT       | Speciální sériové prod. | Sériové produkční      | Mezinárodní               | –            |
| 1958–1959 | I. Cestovní         | I. Cestovní            | I. Cestovní             | II. GT                 | II. GT                    | II. GT       |
| 1958–1959 | Běžné sériové prod. | Upravené sériové prod. | Speciální sériové prod. | Běžné sériové prod. GT | Upravené sériové prod. GT | Speciální GT |
| 1960–1965 | A. Cestovní         | A. Cestovní            | B. GT                   | C. Sportovní           | –                         | –            |
| 1960–1965 | Běžné sériové prod. | Upravené sériové prod. | Vozy GT                 | Sportovní vozy         | –                         | –            |

### 1966–1981
V závorce požadavky na minimální počet vozů vyrobených v 12 po sobě následujících měsících
|           | Skupina 1                                         | Skupina 2                                         | Skupina 3                                         | Skupina 4                                         | Skupina 5                                 | Skupina 6           | Skupina 7             | Skupina 8             | Skupina 9                     |
| --------- | ------------------------------------------------- | ------------------------------------------------- | ------------------------------------------------- | ------------------------------------------------- | ----------------------------------------- | ------------------- | --------------------- | --------------------- | ----------------------------- |
| 1966–1969 | A. Produkční (homologované sériově vyráběné vozy) | A. Produkční (homologované sériově vyráběné vozy) | A. Produkční (homologované sériově vyráběné vozy) | A. Produkční (homologované sériově vyráběné vozy) | B. Speciální                              | B. Speciální        | C. Závodní (otevřené) | C. Závodní (otevřené) | C. Závodní (otevřené)         |
| 1966–1969 | seriové cestovní (5000)                           | cestovní (1000)                                   | „Grand Tourisme“ (500)                            | sportovní (50/25)                                 | speciální cestovní                        | sportovní prototypy | dvoumístné závodní    | formule               | Volné závodní (Formula Libre) |
| 1970–1971 | A. Produkční                                      | A. Produkční                                      | A. Produkční                                      | A. Produkční                                      | A. Produkční                              | B. Exp. soutěžní    | C. Závodní            | C. Závodní            | C. Závodní                    |
| 1970–1971 | seriové cestovní (5000)                           | cestovní speciální (1000)                         | sériové GT (1000)                                 | GT speciální (500)                                | sportovní (50)                            | sportovní prototypy | dvoumístné závodní    | formule               | Formula Libre                 |
| 1972–1975 | A. Produkční                                      | A. Produkční                                      | A. Produkční                                      | A. Produkční                                      | B. Exp. soutěžní                          | –                   | C. Závodní            | C. Závodní            | C. Závodní                    |
| 1972–1975 | seriové cestovní (5000)                           | cestovní speciální (1000)                         | sériové GT (1000)                                 | GT speciální (500)                                | sportovní                                 | –                   | dvoumístné závodní    | mezinárodní formule   | Formula Libre                 |
| 1976–1981 | A. Produkční                                      | A. Produkční                                      | A. Produkční                                      | A. Produkční                                      | A. Produkční                              | B. Závodní          | B. Závodní            | B. Závodní            | –                             |
| 1976–1981 | seriové cestovní (5000)                           | cestovní (1000)                                   | sériové GT (1000)                                 | GT (400)                                          | speciální produkční (odvozené ze sk. 1–4) | dvoumístné závodní  | mezinárodní formule   | Formula Libre         | –                             |